# ジョニー・カルドーゾ
ジョニー・カルドーゾ（Johnny Cardoso）ことジョアン・ルーカス・デ・ソウザ・カルドーゾ（João Lucas de Souza Cardoso, 2001年9月20日 - ）は、アメリカ合衆国・ニュージャージー州デンヴィル出身のプロサッカー選手。アメリカ合衆国代表。アトレティコ・マドリード所属。ポジションはミッドフィールダー。

## 経歴

### クラブ
ニュージャージー州のデンヴィルに生まれ、生後3か月の時にブラジル人の両親とともにブラジルへ移住した。6歳でフットサルを始め、11歳の頃にはサッカーが中心となり、クリシューマとアヴァイを経て、2014年にインテルナシオナルの下部組織へ入団した。
2019年9月15日、セリエAのアトレチコ・ミネイロ戦でトップチームデビューを果たすと、2020シーズンからトップチームで出場機会を掴み始めた。
2023年12月27日、スペインのレアル・ベティスに移籍。5年契約と報じられている。
2025年7月16日、5年契約でアトレティコ・マドリードに移籍。移籍金は3,000万ユーロと報じられている。

### 代表
2020年11月12日、まだ世代別代表の経験もなかったが、ウェールズとの親善試合でアメリカ合衆国代表での初キャップを刻んだ。
2024年にはコパ・アメリカに臨むメンバーに選出され、グループステージの2試合に出場した。

## 人物
「ジョニー」は本名の「ジョアン」から父親が呼んでいたものがあだ名として定着したもので、現在も登録名として使用している。
サッカーを始めた頃は主にフォワードとしてプレイしていたが、指導者から守備の巧さを見出され、6番や8番へとポジションを移した。

## 個人成績

### クラブ
| 国内大会個人成績 | 国内大会個人成績         | 国内大会個人成績 | 国内大会個人成績 | 国内大会個人成績 | 国内大会個人成績                      | 国内大会個人成績 | 国内大会個人成績 | 国内大会個人成績 | 国内大会個人成績 | 国内大会個人成績 | 国内大会個人成績 |
| 年度             | クラブ                   | 背番号           | リーグ           | リーグ戦         | リーグ戦                              | リーグ杯         | リーグ杯         | オープン杯       | オープン杯       | 期間通算         | 期間通算         |
| 年度             | クラブ                   | 背番号           | リーグ           | 出場             | 得点                                  | 出場             | 得点             | 出場             | 得点             | 出場             | 得点             |
| ブラジル         | ブラジル                 | ブラジル         | ブラジル         | リーグ戦         | リーグ戦                              | ブラジル杯       | ブラジル杯       | オープン杯       | オープン杯       | 期間通算         | 期間通算         |
| ---------------- | ------------------------ | ---------------- | ---------------- | ---------------- | ------------------------------------- | ---------------- | ---------------- | ---------------- | ---------------- | ---------------- | ---------------- |
| 2019             | インテルナシオナル       | 39               | セリエA          | 1                | 0                                     | 0                | 0                | -                | -                | 1                | 0                |
| 2020             | インテルナシオナル       | 30               | セリエA          | 13               | 0                                     | 1                | 0                | -                | -                | 14               | 0                |
| 2021             | インテルナシオナル       | 30               | セリエA          | 27               | 0                                     | 2                | 1                | -                | -                | 29               | 1                |
| 2022             | インテルナシオナル       | 30               | セリエA          | 24               | 3                                     | 1                | 0                | -                | -                | 25               | 3                |
| 2023             | インテルナシオナル       | 30               | セリエA          | 22               | 2                                     | 4                | 0                | -                | -                | 26               | 2                |
| スペイン         | スペイン                 | スペイン         | スペイン         | リーグ戦         | リーグ戦                              | 国王杯           | 国王杯           | オープン杯       | オープン杯       | 期間通算         | 期間通算         |
| 2023-24          | レアル・ベティス         | 4                | ラ・リーガ       | 17               | 1                                     | -                | -                | -                | -                | 17               | 1                |
| 2024-25          | レアル・ベティス         | 4                | ラ・リーガ       | 28               | 3                                     | 3                | 0                | -                | -                | 31               | 3                |
| 2025-26          | アトレティコ・マドリード | 5                | ラ・リーガ       |                  |                                       |                  |                  | -                | -                |                  |                  |
| 通算             | ブラジル                 | ブラジル         | セリエA          | 87               | 5                                     | 8                | 1                | -                | -                | 95               | 6                |
| 通算             | スペイン                 | スペイン         | ラ・リーガ       | 45               | 4                                     | 3                | 0                | -                | -                | 48               | 4                |
| 総通算           | 総通算                   | 総通算           | 総通算           | 132              | 9\|\|\|11\|\|1\|\|0\|\|0\|\|143\|\|10 |                  |                  |                  |                  |                  |                  |

### 代表
| アメリカ合衆国代表 | 国際Aマッチ | 国際Aマッチ |
| 年                 | 出場        | 得点        |
| ------------------ | ----------- | ----------- |
| 2020               | 2           | 0           |
| 2021               | 1           | 0           |
| 2022               | 1           | 0           |
| 2023               | 5           | 0           |
| 2024               | 9           | 0           |
| 2025               | 4           | 0           |
| 通算               | 22          | 0           |

## タイトル

### 代表
アメリカ合衆国代表
- CONCACAFネーションズリーグ（2022-23, 2023-24）[12]